# فریتس ووندرلیش
فریتس ووندرلیش (آلمانی: Fritz Wunderlich؛ ۲۶ سپتامبر ۱۹۳۰ – ۱۷ سپتامبر ۱۹۶۶) یک خواننده تنور اپرا اهل آلمان بود.
بیشتر شهرت او به‌واسطهٔ اجرای اپراهای ولفگانگ آمادئوس موتسارت بود.
او در سن ۳۵ سالگی در اثر افتادن از پلکان منزل دوستش به دلیل بی‌دقتی در بستن بند کفش، درگذشت.